# 候選人簡介
候選人簡介，是選舉前夕，選民收到的一份文件，內容介紹候選人的相關個人資料，有助選民在選舉日作出精明選擇。
在候選人簡介文件中，依候選編號列出是次全部合資格參選人的名字、相片，及其當事人提供的簡介，包括參選政綱。不過，部份候選人拒絕或未能及時提供以上資料，所以從缺。
候選人簡介是選舉主辦單位的官方文件，力求平均分配版面。不過當中個人資料只是候選人提供，內容未必真實，或有自誇，及作出無法實現的願景保證。